# Ixora hiernii
Ixora hiernii là một loài thực vật có hoa trong họ Thiến thảo. Loài này được Scott-Elliot mô tả khoa học đầu tiên năm 1894.